# クリス・ガードナー

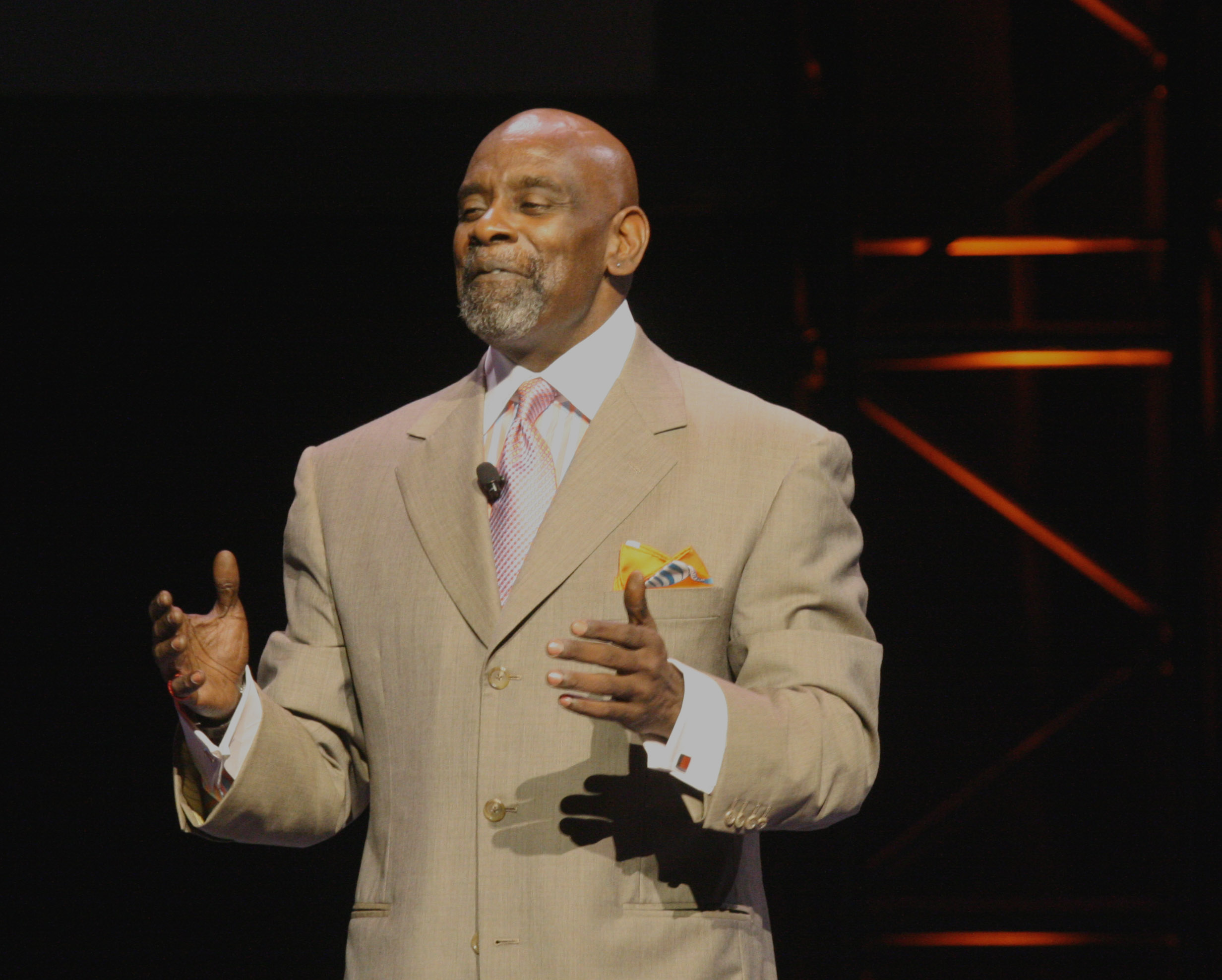
クリス・ガードナー

クリストファー・"クリス"・ポール・ガードナー（Christopher "Chris" Paul Gardner, 1954年2月9日 - ）は、アメリカ合衆国ウィスコンシン州ミルウォーキー出身の実業家・慈善家。執筆・講演活動も行っている。
Gardner Rich & Co社の創設者で現在CEO。2人の子供（クリス・ジュニアとジャシンサ）の父。ニューヨーク及びシカゴ在住。
2007年公開の映画『幸せのちから』の主人公（同名）は彼の半生がモチーフとなっている。

## 幼少期
実の父トーマス・ターナーが去り、育児に関わる男性がいなくなり、さらに継父のフレディー・トリプレットは、日常的に母に暴力を振るい、瀕死の重傷を負わせることもあった。そしてクリスと3人の姉妹は常に恐怖を感じていた。不幸な結婚生活だったが、母ベティ・ジーンはわが子を励まし、自立心を養ったという。
トリプレットは、ウィスコンシン州当局にベティ・ジーンが生活保護を受けている間に雇用されていたと通報し、結果として母は数年間服役することになった。彼女が服役している間、クリスは里子に出された。またクリスは彼女が、トリプレットがいるまま家に火をつけて殺害を企てた後の数年も里子に出されたままだった。

## ホームレス生活
1977年に結婚したが、結婚に対する夫婦間での態度の違いや、ガードナーの浮気によって浮気相手の妊娠が発覚し、離婚。1981年息子のクリス・ジュニアが誕生した。この間は医療器具販売の仕事をしていた。
彼はサンフランシスコに移った際に出会った、裕福な男性による手ほどきで証券取引会社の顧問との接見などをした。そこで彼は仲買業の学習に専念するため医療器具のセールス業を辞め、株式仲買業、ディーン社のインターンシップに申し込み、訓練プログラムに参加することになった。しかし、彼を受け入れた人物が解雇されたためプログラムに参加することができなくなった。同時期に交際相手が息子クリス・ジュニアを連れて彼のもとを去り、また駐車違反の罰金1200ドルを払うことができなかったために収監されもした。
その後、ディーン社のトレーニングプログラムを受けることになったが、生活費を捻出することができなくなってしまった。ガードナーはディーン社の首席研修生となるために一日200本の電話をかけるという目標を掲げて働き、1982年にディーン社の正規社員として雇われることになった。
しばらくしてサンフランシスコの会社に移っている。交際相手が去って4ヵ月後、彼女が現われ、息子を置いて再び去り、彼は父子家庭の道を受け入れる。息子を引き取ってからはホームレスとして暮らしていくことになる。子供を託児所の中に紛れ込ませたり、子供の身を案じて港湾地域の駅トイレに泊まったこともあるという。しかし、結局は子供の幸福を考慮して本来はホームレス女性限定である教会の宿泊施設に頼んで受け入れてもらうなどした。

## 実業界へ
1987年、ガードナーはシカゴに仲買業者Gardner Rich & Coを設立、わずかな資本と机のみで起業し、現在は大企業となっている。

## 慈善事業
ガードナーは、ホームレス時期に宿泊させてもらった教会Glide Memorial United Methodist Churchを主として、慈善団体に寄付を行っている。